# Liste der Baudenkmale in Sarmstorf
In der Liste der Baudenkmale in Sarmstorf sind alle denkmalgeschützten Bauten der Gemeinde Sarmstorf (Mecklenburg-Vorpommern) und ihrer Ortsteile aufgelistet (Stand 10. Februar 2021).

## Baudenkmale nach Ortsteilen

### Sarmstorf
| ID   | Lage                        | Bezeichnung                      | Beschreibung | Bild                  |
| ---- | --------------------------- | -------------------------------- | ------------ | --------------------- |
| 2230 | Dorfstraße 39 (Karte)       | Wohnhaus                         |              |                       |
| 2232 | Dorfstraße 53 (Karte)       | Bauernhof mit Wohnhaus und Stall |              |                       |
| 2233 | Friedhof                    | Kriegerdenkmal 1914/1918         |              |                       |
| 2234 | (Karte)                     | Kapelle auf dem Anger            |              | Kapelle auf dem Anger |
| 2235 | Zu den Wiesen 2/3/4 (Karte) | Dreiseithof                      |              |                       |

### Bredentin
| ID   | Lage                  | Bezeichnung                     | Beschreibung | Bild |
| ---- | --------------------- | ------------------------------- | ------------ | ---- |
| 1237 |                       | Gedenkstein für die Bodenreform |              |      |
| 1238 |                       | Allee                           |              |      |
| 1239 | Bredentin 6/7 (Karte) | Speicher                        |              |      |

## Quelle
Denkmalliste des Landkreises Rostock A ‐ Z (Stand: 10. Februar 2021; PDF, 497 KB)
- Karte mit allen Koordinaten:
- OSM |
- WikiMap